# Аппиа, Стивен
Сти́вен А́ппиа (англ. Stephen Appiah; 24 декабря 1980, Аккра) — ганский футболист, полузащитник.

## Карьера
Стивен Аппиа начал карьеру в возрасте 15-ти лет в клубе «Хартс оф Оук». В 1996 году он прошёл просмотр в турецком клубе «Галатасарай», однако не подошёл команде и вернулся в Гану. В 1997 году Аппиа был замечен спортивным директором итальянского клуба «Удинезе», Пьетро Ло Монако, пригласившим его в команду. В составе «Удинезе» Аппиа провёл 3 года, и был переведён с атаки клуба в центр поля.
В 2000 году Аппиа перешёл в «Парму». Его переход был осложнён тяжёлой болезнью, гепатитом, однако ганец преодолел недуг и летом стал игроком «Пармы», заплатившей сумму в 700 тыс. евро. После двух сезонов в «Парме», Аппиа был отдан на год в аренду в «Брешию», которая затем выкупила трансфер игрока за 4,5 млн евро.
В июле 2003 года Аппиа был куплен «Ювентусом», заплатившим за трансфер хавбека 8 млн евро, при этом, «Старая Синьора» заранее заплатила 2 млн евро, чтобы иметь приоритетное право на выкуп контракта игрока. В своём первом сезоне в «Ювентусе» Аппиа провёл 30 игр в серии А, играл в финале Кубка Италии и дебютировал в Лиге чемпионов. В следующем сезоне он сыграл только 18 игр, после чего принял решение покинуть команду.
Летом 2005 года Аппиа перешёл в турецкий «Фенербахче», заплативший 8 млн евро. Он помог своему клубу выиграть чемпионат Турции в год столетнего юбилея клуба. 7 ноября 2007 года Аппиа получил травму, тромбофлебит колена, из-за которой Аппиа несколько месяцев не мог выступать. В то же время у Аппии начались проблемы с итальянским законодательством: он должен был адвокату Грассани и двум поверенным, Канови и Мораццо, сумму более 1 млн евро.
В январе 2009 года Аппиа прошёл просмотр в клубе «Тоттенхэм Хотспур», но в течение 5 дней, пока находился в команде, не смог доказать клубу необходимость подписания с ним контракта. В следующем месяце Аппиа прошёл просмотр в казанском «Рубине», но российская команда отказалась подписывать контракт с ганцем из-за проблем игрока со здоровьем. 1 ноября 2009 года Аппиа перешёл в «Болонью». 19 января 2010 года Аппиа начал переговоры с клубом «Анкарагюджю», на предмет перехода в этот клуб.
7 августа 2010 года Аппиа перешёл в «Чезену», подписав контракт на 1 год.
31 января 2012 года Аппиа перешёл в сербский клуб «Войводина».

## Международная карьера
За сборную Ганы Аппиа начал выступать с 1996 года. За год до этого, он участвовал со сборной до 17 лет на чемпионате мира, где ганцы стали победителями. В 2006 году, на чемпионате мира, Аппиа забил с пенальти победный гол в ворота сборной США, который впервые в истории вывел Гану во второй раунд мирового первенства. На чемпионате мира 2010 Аппиа провёл 3 игры, в первой из которых, с Сербией, он вывел свою команду на поле в качестве капитана.

## Личная жизнь
Аппиа создал собственную линию одежды, которую назвал «СтепАпп», открыв магазин в родной Аккре.

## Достижения

### Командные
- Чемпион мира (до 17 лет): 1995
- Обладатель Кубка Ганы: 1996
- Чемпион Ганы: 1997
- Обладатель Кубка Италии: 2002
- Обладатель Суперкубка Италии: 2003
- Чемпион Италии: 2005 (отменён в связи с Кальчополи)
- Чемпион Турции: 2006/07
- Обладатель Суперкубка Турции: 2007

### Личные
- Член символической сборной Олимпиады 2004
- Футболист года в Гане: 2005, 2007
- Футболист года в Турции: 2007
- Член символической сборной Кубка африканских наций 2006